# Xayabury
Xayabury (tiếng Lào: ໄຊຍະບູລີ, đọc là Xay-nhạ-bu-ly) là một tỉnh của Lào, nằm ở phía tây bắc của đất nước. Tỉnh Xayabury có diện tích 16.389 km2. Tỉnh có các tỉnh Bokeo và Oudomxai phía bắc, Luang Prabang và Viêng Chăn về phía đông, và (từ phía nam theo chiều kim đồng hồ) là các tỉnh của Thái Lan gồm các tỉnh Loei, Phitsanulok, Uttaradit, Nan và Phayao.
Xayabury là tỉnh duy nhất của Lào hoàn toàn về phía tây của sông Mê Công. (Tỉnh Champasak cũng có một số quận nằm phía tây sông Mê Công, bao gồm các huyện Mounlapamok, Soukama và Phontong). Tỉnh này khá dốc với dãy Luang Prabang chạy theo hướng bắc-nam và tạo đường biên giới tự nhiên với cao nguyên Thái Lan. Thị xã Xayabury là thủ phủ của tỉnh. Xayabury có số lượng voi lớn nhất ở Lào.
Tỉnh này giàu gỗ, than nâu, và được coi là vựa lúa của miền bắc Lào, vì hầu hết các tỉnh phía Bắc khác là miền núi không phù hợp với trồng lúa nước. Các loại cây trồng quan trọng khác bao gồm ngô, cam, bông, đậu phộng, vừng, mía và rau như dưa chuột, bắp cải, và đậu.

## Lịch sử
Năm 1904, Thái Lan bị buộc phải nhượng địa khu của tỉnh cho thuộc địa Pháp Đông Dương. Năm 1941, nó được Thái Lan lấy lại và gọi tên là tỉnh Lan Chang, nhưng rồi lại bị trả về tình trạng thuộc địa thời kỳ trước chiến tranh vào năm 1946. Khu vực này được coi là điểm nóng về tình trạng quân đội tham gia vào việc buôn bán gỗ bất hợp pháp.
Do Xayabury bị sông Mê Công cô lập với các tỉnh của Lào cùng nơi có các bản người Hmong sinh sống, cuộc đấu tranh trong Chiến tranh Lạnh của người Hmong đã không  làm ảnh hưởng đến Xayabury. Hầu hết các làng người Hmong ở Xayabury không có bất kỳ cuộc đấu tranh nào. Houaysouy là một làng Hmong ở Xayabury. Nó không có cuộc nổi dậy nào trong Chiến tranh Lạnh, và Vang Pao không tuyển mộ bất cứ người nào từ bản này. Sau chiến tranh, Anne Fadiman, tác giả của cuốn sách The Spirit Catches You and You Fall Down, nói rằng làng này đã "rơi vào tình trạng cận chiến chính trị cùng với phần còn lại của đất nước". Vào năm 1979, khoảng 400 thành viên của Lee, Vang, Xiong và Yang đã tìm cách trốn thoát khỏi làng. Gia đình của Lia Lee, nhân vật trong cuốn The Spirit Catches You and You Fall Down, xuất thân từ bản Houaysouy.

## Địa lý
Xayabuli là một trong những tỉnh của Lào, có hình chữ L lộn ngược. Nó có diện tích 16.389 km2. Tỉnh nằm ở phía tây bắc của đất nước, và chắn toàn bộ khu vực phía tây sông sông Mê Công. Tỉnh tiếp giáp với các tỉnh Bokeo và Oudomxai phía bắc, Luang Prabang và Viêng Chăn về phía đông, và (từ phía nam theo chiều kim đồng hồ) là các tỉnh của Thái Lan gồm Tỉnh Loei, Tỉnh Phitsanulok, Tỉnh Uttaradit, Tỉnh Nan và Tỉnh Phayao.
Tỉnh này có địa hình khá đồi núi với dãy Luang Prabang chạy theo hướng bắc-nam và tạo thành một ranh giới tự nhiên với cao nguyên Thái Lan. Vùng đất phẳng và nhiệt đới nhất của Lào là dải đất ven sông trải dài từ tỉnh Xayabuli đến tỉnh Champasak. Các đặc điểm khác bao gồm rặng núi Pak Kimin gần suối Nam Heung.
Tỉnh Xayabuli là nơi sinh sống của nhiều con voi Châu Á. Có khoảng 75% trong số 560 con voi thống kê được trên cả nước sống ở Xayabuli. Nhiệm vụ chính của chúng là phục vụ trong ngành công nghiệp khai thác gỗ, ngành này gây nguy hại lớn cho cả voi hoang dã và thuần chủng. Khu vực này ít được tuần tra nghiêm ngặt, khiến việc áp dụng các biện pháp bảo tồn trở nên khó khăn.
Tỉnh Xayabuli cũng là nơi tổ chức Lễ hội đua Voi hàng năm do Tổng cục Du lịch Quốc gia Lào tổ chức với sự hỗ trợ của Elefantasia, chính quyền tỉnh và huyện.

## Các khu bảo tồn

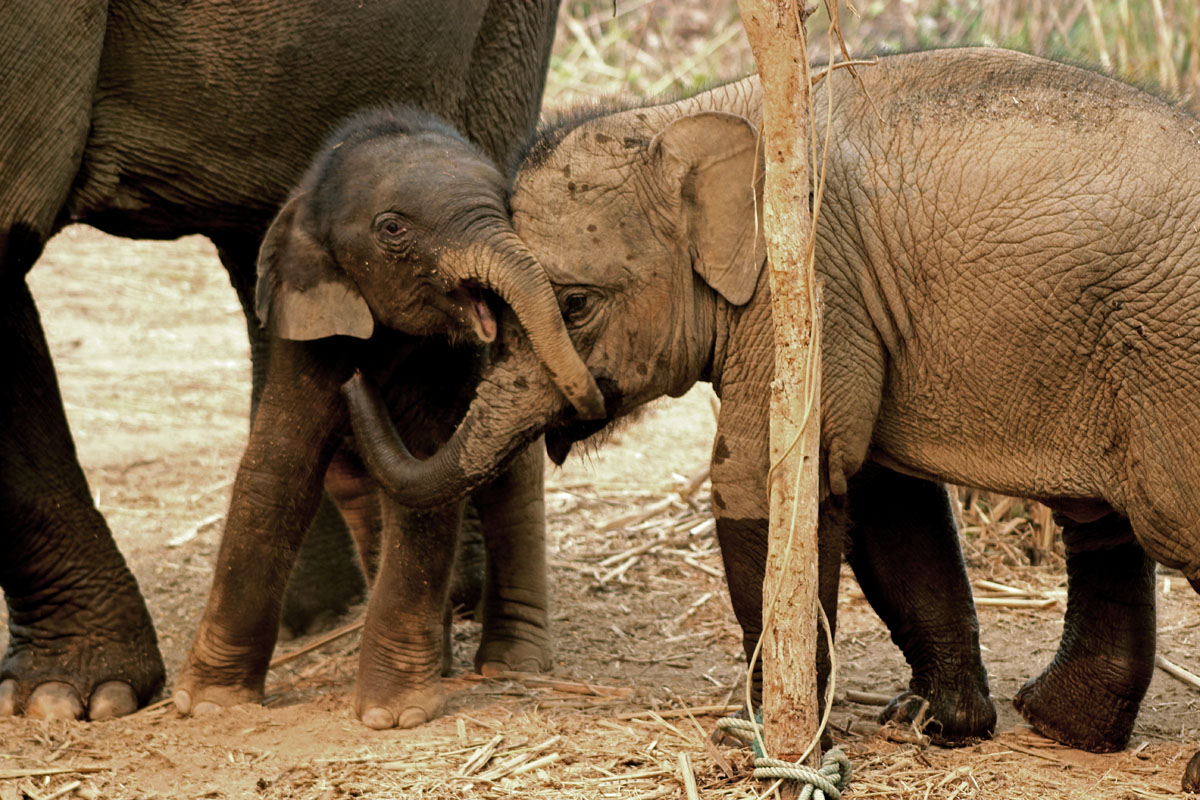
Voi Châu Á là loài động vật điển hình tại Khu bảo tồn đa dạng sinh học quốc gia Nam Phouy.

Khu bảo tồn đa dạng sinh học quốc gia Nam Phouy, một khu vực được bảo vệ ở Lào với số lượng lớn voi rừng, nằm trong những dãy núi có rừng gần biên giới Thái Lan. NBCA nằm trong những ngọn núi có rừng bao phủ của dãy núi Luang Prabang gần biên giới với Thái Lan và là một phần của rừng mưa vùng núi Luang Prabang vùng sinh thái. Việc giám sát voi trong NBCA Nam Phouy cần được cải thiện. NBCA Nam Phouy, nằm hoàn toàn trong địa phận tỉnh, được đặt tên theo làng Nam Phouy (hoặc "Nam Phoun"). Nó được trải rộng trên diện tích 1.912 km2. Dãy đồi có độ cao cực đại 1.790 m và là một phần của rừng mưa núi Luang Prabang ở biên giới Thái Lan. Các thành tạo địa chất bao gồm Mesozoi, sa thạch và đá phiến sét. Môi trường sống được đặc trưng bởi rừng rụng lá hỗn tạp với sự phong phú của tre do cháy rừng thường xuyên. Afzelia hình thành ở tán dưới với gỗ tếch ở độ cao thấp. Ngoài những con voi hoang dã (khoảng 350 con), vượn, bò rừng, hổ, sói lửa, serow, silvered langur, gấu ngựa, và tê giác Sumatra là những loài sinh vật hoang dã được ghi nhận đang sinh sống trong khu vực được bảo vệ. Khu bảo tồn đã được Chính phủ Lào xác định trong cuộc họp bảo tồn voi quốc gia được tổ chức năm 2008 và Quỹ động vật hoang dã thế giới đã đi đầu trong nỗ lực bảo tồn từ năm 2005. Khu vực này không được tuần tra nhiều, điều này làm cho việc thực thi các biện pháp bảo tồn khó khăn. Giám sát voi cần phải được cải thiện.
Tràm Chim Quan Trọng Thượng Lào IBA rộng 10.980 ha trải dài qua các tỉnh Xayabury, Bokeo và Oudomxai. Nó nằm ở độ cao 300–400 m so với mực nước biển. Địa hình được đặc trưng bởi các dòng sông, lưu vực, bãi cát, vỉa sỏi, đảo, đá tảng lộ thiên, khu vực cây lúp xúp, và các dòng suối. Loài chim đáng chú ý bao gồm nhàn bụng đen (Sterna acuticauda), cốc đế (Phalacrocorax carbo), te vàng (Vanellus cinereus), sẻ bụi lưng xanh (Saxicola jerdoni), nhạn họng nâu (Riparia paludicola), te cựa (Vanellus duvaucelii), dô nách xám (Glareola lactea), và ngỗng thiên nga (Anser cygnoides).
Tràm Chim Quan Trọng IBA Sông Mê Công Thượng nguồn Vientaine rộng 18.230 ha bao gồm một khúc dài khoảng 300 km của Sông Mê Công về phía bắc thủ đô Viêng Chăn. Nó nằm ở hai tỉnh: Xayabury và Viêng Chăn. Đặc điểm địa hình là những con suối nhỏ, bụi rậm, sỏi, đụn cát chưa định hình, vỉa đá và bãi bồi. Các loài chim được nhận bao gồm nhạn đầu hung (Hirundo smithii), dô nách xám (Glareola lactea), te cựa (Vanellus duvaucelii), sẻ bụi lưng xanh (Saxicola jerdoni), và loài burin lớn (Esacus recurvirostris).

## Các đơn vị hành chính trực thuộc
Tỉnh được tạo lập từ các đơn vị hành chính cấp huyện sau:
| Bản đồ | Mã               | Tên tiếng Việt | Tên tiếng Lào |
| ------ | ---------------- | -------------- | ------------- |
|        |                  |                |               |
| 08-01  | Thị xã Xayabury  | ເມືອງໄຊຍະບູລີ     |               |
| 08-02  | Huyện Khop       | ເມືອງຄອບ        |               |
| 08-03  | Huyện Hongsa     | ເມືອງຫົງສາ       |               |
| 08-04  | Huyện Ngeun      | ເມືອງເງິນ        |               |
| 08-05  | Huyện Xienghone  | ເມືອງຊຽງຮ່ອນ     |               |
| 08-06  | Huyện Phiang     | ເມືອງພຽງ        |               |
| 08-07  | Huyện Parklai    | ເມືອງປາກລາຍ     |               |
| 08-08  | Huyện Kenethao   | ເມືອງແກ່ນທ້າວ     |               |
| 08-09  | Huyện Botene     | ເມືອງບໍ່ແຕນ       |               |
| 08-10  | Huyện Thongmyxay | ເມືອງທົ່ງມີໄຊ      |               |
| 08-11  | Huyện Xaisathan  | ເມືອງໄຊສະຖານ    |               |

## Dân cư
Các phương ngữ Bắc Lào chiếm ưu thế trên địa bàn tỉnh. Cư dân của Hongsa (dân số 6.000) chủ yếu là Tai Lue. Các dân tộc thiểu số khác là người Khmui, người Thái đen, người Phái, Kri, Akha; Người Malabri là tộc người thu nhặt và săn bắt cuối cùng ở Đông Nam Á cư trú trong khu rừng phía tây của tỉnh.

## Kinh tế

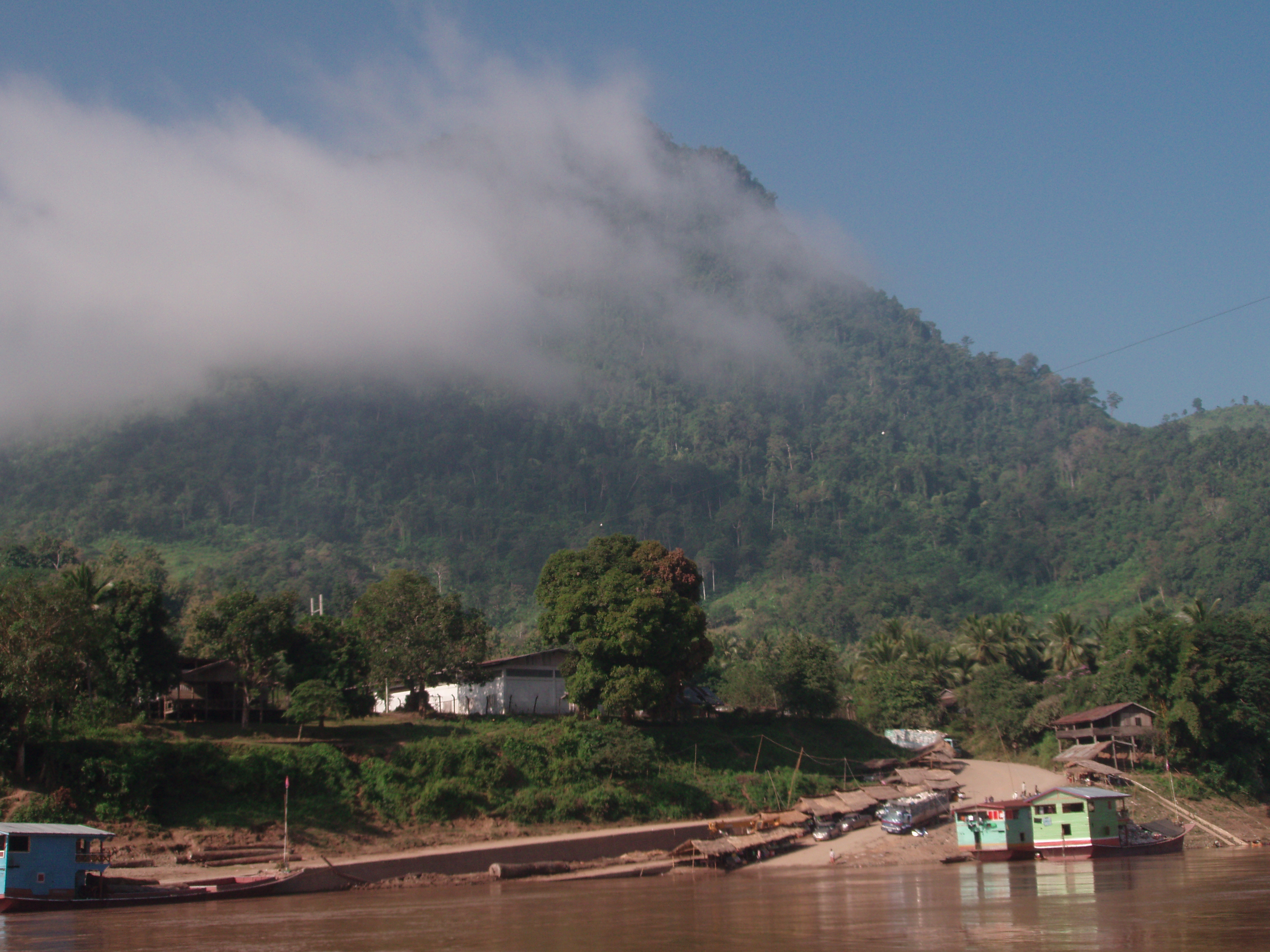
Thị xã Xayabury

Tỉnh Xayabury không có nhiều đường giao thông, ngoại trừ một tuyến đường Bắc-Nam kéo dài từ thủ phủ của tỉnh đến biên giới với tỉnh Loei của Thái Lan. Tỉnh này giàu gỗ, than nâu, và được coi là "túi tiền" của miền bắc Lào, vì hầu hết các tỉnh phía Bắc khác là miền núi và chỉ trồng đủ gạo ăn. Các loại cây trồng quan trọng khác bao gồm ngô,
cam, bông, đậu phộng, vừng, mía và rau như  dưa chuột, bắp cải, và đậu.

## Danh thắng
Có một số ngôi chùa nổi tiếng. Chùa Wat Simungkhun ở Hongsa có một sảnh dẫn và và vòm xếp bằng đá phía trên một cái hố "dẫn tới nơi tận cùng của thế giới". Một tháp mạ vàng, Phật nằm, vườn, và những tàn tích bằng gạch của một ngôi chùa vào thế kỷ 14, sim được đặt ở chùa Wat Sibounheuang.
Các danh thắng khác nằm tại các huyện trong tỉnh là: Động Tam Hine, Chùa Wat Natonoy, Bản Yao và Thác Tad Chao thuộc huyện Xayabury; Thác Tad Namyal, Hang Tham Phaway, Phangoy, Phakeo và Pha Heua ở huyện Phiang; Thác Tad Namphong, chùa Wat Siphoun và hang Tham Seng Yeun ở huyện Kenethao; Tad Ham, Thác Tad Malou và thác Tad Fanh và Bản Leu thuộc huyện Betene; Thác Tad Itan và Bản Tha Xuang thuộc huyện Hồng Sa; và chùa Wat Xieng Ngeun, tháp Mat Mat và Khone - một làng dệt nằm ở huyện Ngeun. Điểm độc đáo đặc trưng tại những danh thằng này là các làng người Tai Lue, nơi các ngôi nhà truyền thống vẫn được xây dựng với những mái nhà có mái dốc cao, những ngôi chùa theo phong cách Tai Lue, chùa Vat Ban Khon, nơi lưu giữ những bức tranh tường và các chi tiết trang trí quí hiếm được khắc từ gỗ, chùa Si Phan Don nổi tiếng với tháp có hình kim cương, và các tòa nhà kiến trúc Pháp, nhà gỗ kiểu Lào truyền thống có thể được nhìn thấy ở thị trấn Pak Lay nằm bên bờ sông Mê Công nằm giữa tỉnh Vientiane và tỉnh Xayabury.

### Tra cứu
- Bush, Austin; Elliot, Mark; Ray, Nick (ngày 1 tháng 12 năm 2010). Laos 7. Lonely Planet. tr. 181–. ISBN 978-1-74179-153-2.
- Fadiman, Anne (1977). The Spirit Catches You and You Fall Down: A Hmong Child, Her American Doctors, and the Collision of Two Cultures. Farrar, Straus and Giroux. tr. 103, 155, 156. ISBN 978-0-374-52564-4.
- Hall, Rebecca Sue (2008). Of Merit and Ancestors: Buddhist Banners of Northern Thailand and Laos. ProQuest. tr. 161–. ISBN 978-1-109-05760-7.[liên kết hỏng]
- Kislenko, Arne (2009). Culture And Customs Of Laos. ABC-CLIO. tr. 12–. ISBN 978-0-313-33977-6.
- Lonely Planet (2007). Laos: A Travel Survival Kit. Lonely Planet Publications. tr. 220.
- Walker, Andrew (1999). The legend of the golden boat: regulation, trade and traders in the borderlands of Laos, Thailand, China, and Burma. University of Hawaii Press. tr. 179. ISBN 978-0-8248-2256-9.